# China Xinjiang Airlines
China Xinjiang Airlines är ett kinesiskt flygbolag skapat 1985. 2003 köptes bolaget av China Southern Airlines. China Xinjiang Airlines har flugit bland annat flygplanstypen Iljusjin Il-86.